# Tantilla striata
Tantilla striata este o specie de șerpi din genul Tantilla, familia Colubridae, descrisă de Stephen Troyte Dunn în anul 1928. Conform Catalogue of Life specia Tantilla striata nu are subspecii cunoscute.